# Xanthorhoe psamathodes
Xanthorhoe psamathodes är en fjärilsart som beskrevs av Edward Meyrick 1883. Xanthorhoe psamathodes ingår i släktet Xanthorhoe och familjen mätare. Inga underarter finns listade i Catalogue of Life.